# Svrljig
Svrljig (in serbo Cврљиг?) è una cittadina e una municipalità situata nel distretto di Nišava, nel sud-est della Serbia, attraversata dal fiume Timok. Nel 2011 la popolazione del paese ammontava a 7 553 abitanti, mentre quella complessiva del comune a 14 249 abitanti.

## Storia
Svrljig è menzionata per la prima volta in un elenco geografico di contee e città, redatto tra il 1019 e il 1020, che compare nei documenti dell'imperatore bizantino Basilio II Bulgaroctono. L'insediamento e la regione circostante sono citati come parte dell'eparchia di Niš. Nel 1183 Svrljig, situata lungo la strada che collegava Niš a Costantinopoli, ed altre fortificazioni vennero rilevate dal grande principe serbo Stefano Nemanja. Proprio a Svrljig venne scritto a mano, in antico slavo, un vangelo risalente al 1279 e conservato in frammenti. Dopo la caduta di Braničevo sotto il re serbo Stefano Uroš II Milutin nel 1290, Svrljig divenne una regione di confine. La cittadina fu conquistata e saccheggiata nel 1413 dal principe ottomano Musa Çelebi. Da allora fece parte del despotato serbo di Stefano III Lazaro fino al 1459.
In epoca moderna il toponimo era conosciuto con i nomi turchi ottomani di Isferlik e Isfirlig. Era amministrativamente parte del sangiaccato di Vidin.
Durante l'insurrezione di Toplica (1917), nella regione erano attive bande di guerriglieri serbi. Dal 1929 al 1941 Svrljig fece parte della Banovina della Morava, al'interno del Regno di Jugoslavia.
Durante la Seconda guerra mondiale erano presenti nel territorio i partigiani jugoslavi.

## Località
Il comune di Svrljig comprende 39 località includendo il capoluogo omonimo:
Beloinje, Burdimo, Bučum, Davidovac, Drajinac, Đurinac, Galibabinac, Gojmanovac, Grbavče, Gulijan, Guševac, Izvor, Kopajkošara, Labukovo, Lalinac, Lozan, Lukovo, Manojlica, Merdželat, Mečji Do, Niševac, Okolište, Okruglica, Palilula, Peris, Pirkovac, Plužina, Popšica, Prekono, Radmirovac, Ribare, Slivje, Svrljig, Tijovac, Crnoljevi, Šljivovik, Varoš, Vlahovo e Željevo.

## Popolazione

### Evoluzione demografica
| 1948   | 1953   | 1961   | 1971   | 1981   | 1991   | 2002   | 2011   |
| ------ | ------ | ------ | ------ | ------ | ------ | ------ | ------ |
| 32 282 | 32 939 | 30 260 | 26 505 | 24 242 | 20 740 | 17 284 | 14 249 |

### Composizione etnica
| Gruppo etnico | Numero di abitanti |
| ------------- | ------------------ |
| Serbi         | 13.843             |
| Rom           | 157                |
| Magiari       | 9                  |
| Macedoni      | 8                  |
| Bulgari       | 6                  |
| Croati        | 6                  |
| Altri         | 220                |
| Totale        | 14.249             |

## Vie di comunicazione e turismo
- Autostrada Niš-Svrljig-Knjaževac-Zaječar
- Centro ricreativo nella zona del villaggio di Popšica, a 15 km da Svrljig.